# Theater Carré

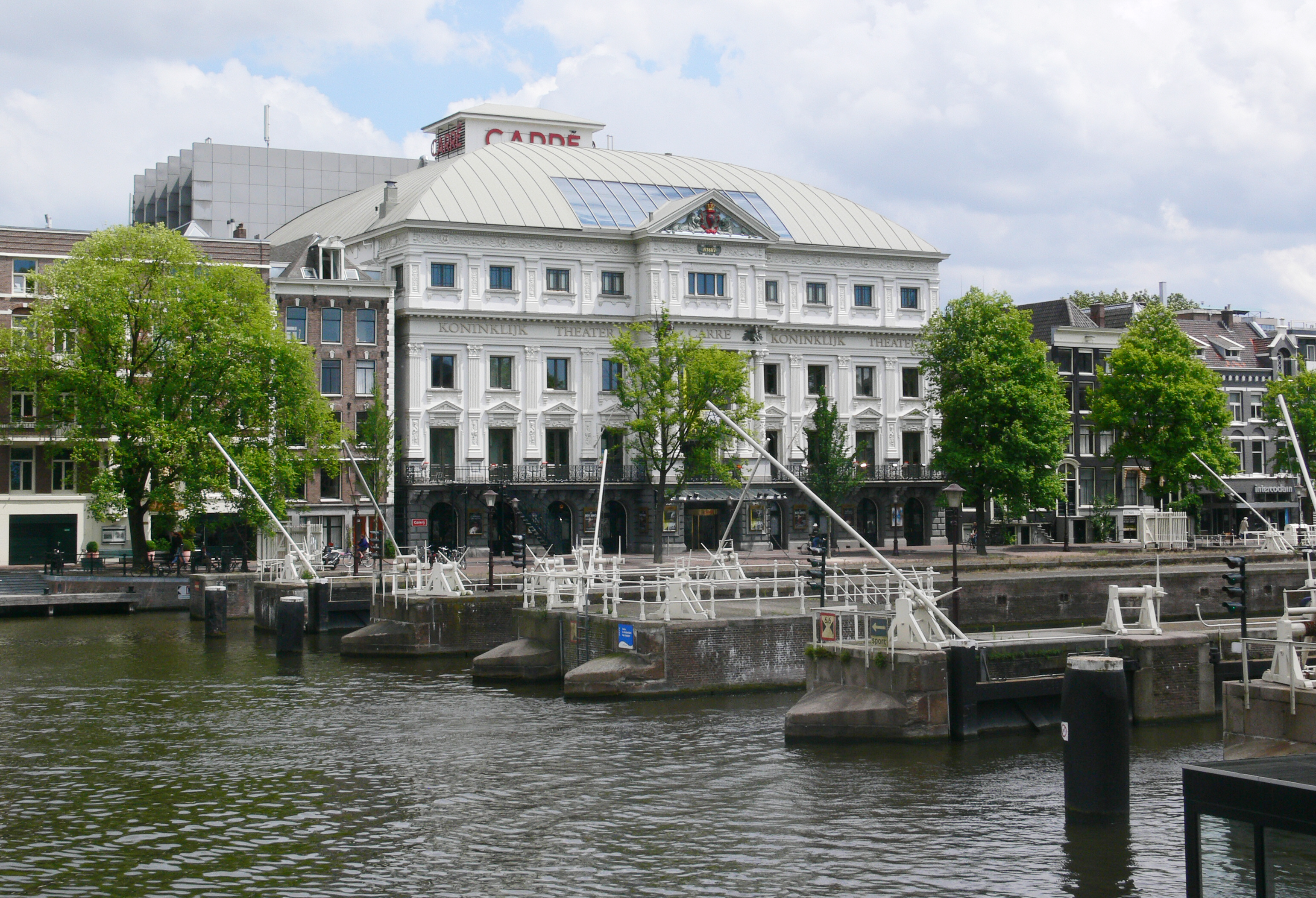
Das Theater Carré von der Amstel aus gesehen.

Das Theater Carré ist ein Theater an der Amstel in Amsterdam, das seit seiner Gründung 1887 als festes Zirkusgebäude oder große Music Hall genutzt wird. Bis 1911 und dann wieder seit dem 100-Jahr-Jubiläum 1987 durfte und darf es die Bezeichnung Königliches (Koninklijk) Theater führen.

## Geschichte
Das Theater wurde von dem deutschen Zirkusdirektor Oscar Carré (1845–1911) als Circus Carré erbaut, um auch während der Wintermonate Vorstellungen geben zu können. Es ist architektonisch in einem repräsentativen Neorenaissance-Stil gehalten. Am 3. Dezember 1887 fand die erste Vorstellung des Zirkus statt. Zu Beginn des 20. Jahrhunderts wurde das Gebäude auch für Varieté- und Revue-Vorstellungen genutzt. Zeitweise wurden italienische Opern und Operetten gegeben. Niederländische Stars und internationale Berühmtheiten wie Josephine Baker oder der Clown Grock traten hier auf.
Nach dem Zweiten Weltkrieg kamen Musicals, Kabarett-Vorstellungen (etwa mit Herman van Veen) und Popkonzerte hinzu. In den Wintermonaten wird nach wie vor ein Zirkusprogramm gezeigt. 2004 wurde das Theater grundlegend renoviert, wobei die historische Fassade und Raumgestaltung beibehalten wurden.

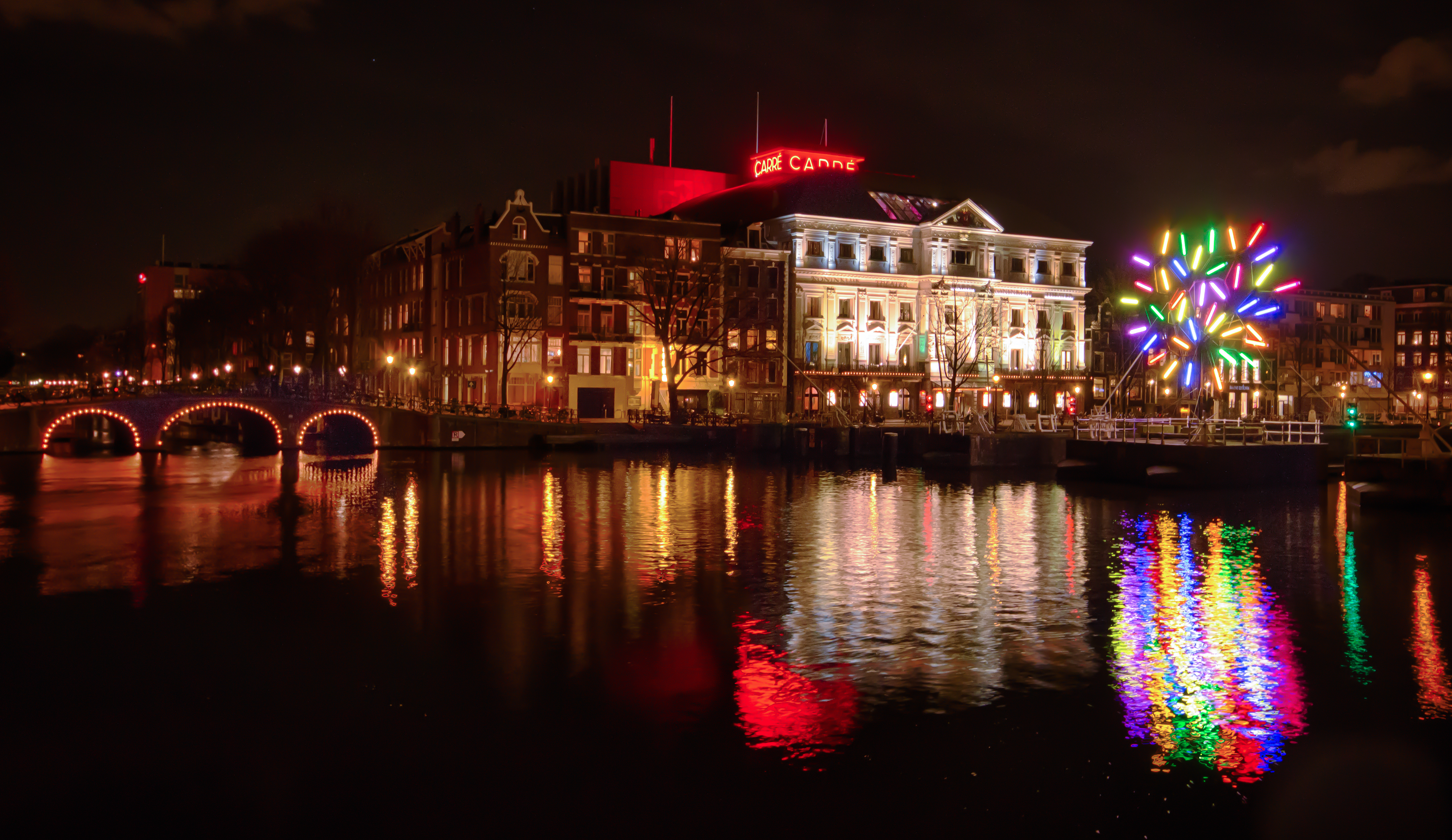
Carré am Amsterdam Licht Festival 2013, dazu Big Tree von Jacques Rival

## Direktoren
- 1887–1911: Oscar Carré
- 1911–1920
- 1920–1921: Max Gabriël
- 1921–1922: Boekholt
- 1922–1924: Herman Heijermans
- 1924–1927
- 1927–1928: W. Meyer
- 1928–1952: Alex Wunnink
- 1952–1973: Karel Wunnink
- 1973–1984: Guus Oster
- 1984–1997: Bob van der Linden
- 1997–2012: Hein Jens
- 2012–? Madeleine van der Zwaan